# Колаковићи (Калиновик)
Колаковићи су насељено мјесто у општини Калиновик, Република Српска, БиХ. Према попису становништва из 1991. у насељу је живјело 25 становника. Према попису из 2013. у насељу није било становника.

## Географија
Колаковићи се налазе у сјеверном дијелу Општине Калиновик на надморској висини од 915 метара.

## Становништво
Према попису становништва из 1991. године, мјесто је имало 25 становника.
| Демографија | Демографија | Демографија |
| Година      | Становника  | Становника  |
| ----------- | ----------- | ----------- |
| 1961.       | 118         |             |
| 1971.       | 89          |             |
| 1981.       | 70          |             |
| 1991.       | 25          |             |
| 2013.       | 0           |             |